# Rebote de tierra (Ground bounce)

Circuito que explica el ground bounce (rebote de tierra)

En ingeniería electrónica, el rebote de tierra es un fenómeno asociado con la conmutación de transistores donde el voltaje de la puerta puede parecer menor que el potencial de tierra local, lo que provoca el funcionamiento inestable de una puerta lógica. 

## Descripción
El rebote de tierra generalmente se ve en VLSI de alta densidad donde se han tomado precauciones insuficientes para suministrar una puerta lógica con una conexión de impedancia suficientemente baja (o capacitancia suficientemente alta) a tierra. En este fenómeno, cuando se enciende la base de un transistor NPN, fluye suficiente corriente a través del circuito emisor-colector para que el silicio en las inmediaciones de la conexión emisor-tierra se eleve parcialmente, a veces varios voltios, elevando así la tierra local, como se percibe en la puerta, a un valor significativamente por encima del terreno real. En relación con esta tierra local, el voltaje base puede volverse negativo, apagando así el transistor. A medida que el exceso de carga local se disipa, el transistor vuelve a encenderse, posiblemente provocando una repetición del fenómeno, a veces hasta media docena de rebotes. 
El rebote de tierra es una de las principales causas de puertas "colgadas" o metaestables en el diseño de circuitos digitales modernos. Esto sucede porque el rebote de tierra coloca la entrada de un flip flop efectivamente a un nivel de voltaje que no es ni uno ni cero a la hora del reloj, o causa efectos adversos en el mismo reloj. Se puede ver un fenómeno de caída de voltaje de suministro (o caída de Vcc), donde Vcc se vuelve anormalmente baja. En general, el rebote de tierra es un problema importante en las tecnologías de rango nanométrico en VLSI.
El rebote de tierra también puede ocurrir cuando la placa de circuitos tiene pistas de tierra mal diseñadas. Una tierra inadecuada o Vcc puede provocar variaciones locales en el nivel de tierra entre varios componentes. Esto se ve más comúnmente en placas de circuito que tienen pistas de tierra y Vcc en la superficies de la placa.

## Reducción
El rebote de tierra se puede reducir colocando una resistencia de 10-30 ohmios en serie en cada una de las salidas de conmutación para limitar el flujo de corriente durante el cambio de puerta.